# Awlad Sliman
Els Awlad Sliman (o Awlad Sleman) foren una tribu del sud d'Algèria que va aconseguir el poder breument al Fezzan el 1831 expulsant l'usurpador Yússuf al-Mukkani (1811-1831).
Els Awlad Sliman procedents d'Aïn Sefra estaven dirigits per Abd al-Djalil Sif al-Nasr (Sayf al-Nasir) ibn Rad (1831-1842). Els otomans van recuperar el domini directe de Trípoli de Líbia el 1835 el mateix any que es va revoltar al front del Awlad Muhammad el seu cap Djumah ibn Khalifa (1835-1842). Els otomans van fer una expedició el 1842 i van matar el Abd al-Djalil en combat i van rebutjar als Awlad Sliman cap a Kanem, on van restar fins al 1911.